# Athous mendesi
Athous mendesi là một loài bọ cánh cứng trong họ Elateridae. Loài này được Giuseppe & Serrano miêu tả khoa học năm 2002.